# Rośliny zasadolubne
Rośliny zasadolubne, bazyfile, rośliny bazyfilne – rośliny, które optymalne warunki do swojego rozwoju znajdują na podłożu zasadowym, którego pH > 7 (pH 7,0-8,5). Wymagania w stosunku do odczynu gleby są różne dla różnych gatunków. Czasem różnice te występują nawet wśród gatunków tego samego rodzaju, jak np. Rhododendron, gdzie Rh. ferrugineum ma optymalny odczyn przy pH 5,5 (roślina kwasolubna), natomiast Rh. hirsutum przy pH 7,3 (roślina zasadolubna). Przykładem zbiorowiska roślinnego wymagającego zasadowego odczynu gleby są fitocenozy zespołu marzycy czarniawej Schoenetum nigricantis (pH 7,0-7,6), występujące na torfowiskach nakredowych. 

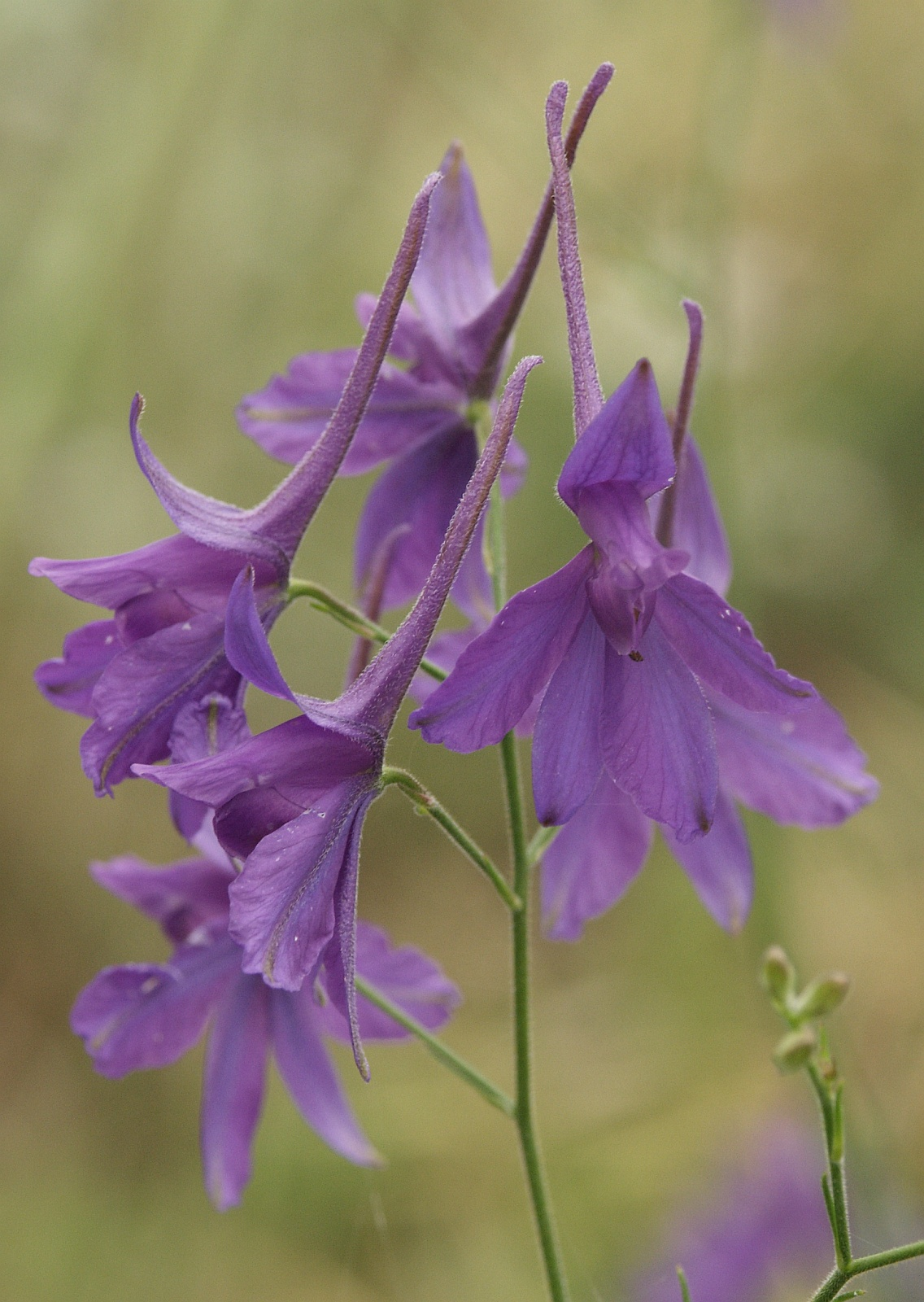
Ostróżeczka polna

Przykłady gatunków roślin występujących głównie na glebie zasadowej do obojętnej
- ostróżeczka polna (Consolida regalis)
- miłek letni (Adonis aestivalis L.)
- groszek bulwiasty (Lathyrus tuberosus L.)
- groszek wiosenny (Lathyrus vernus (L.) Bernh.)
- żankiel zwyczajny (Sanicula europaea L.)
- kopytnik pospolity (Asarum europaeum L.)
- szczyr trwały (Mercurialis perennis)
- jaskier kosmaty (Ranunculus lanuginosus)
- zawilec żółty (Anemone ranunculoides L.)
- kokorycz pusta (Corydalis cava)
- czosnek niedźwiedzi (Allium ursinum L.)
- orlik pospolity (Aquilegia vulgaris L.)
- miechera spłaszczona (Neckera complanata)

## Ekofizjologia

Dostępność składników mineralnych w zależności od pH podłoża

Gatunki roślin nie tolerujących niskiego pH gleby przystosowane są do ograniczonej dostępności jonów żelaza, fosforanów oraz manganu. Fosfor w glebach wapiennych występuje głównie w postaci apatytu lub innych podobnych minerałów. Rośliny zwiększają rozpuszczalność fosforanów, a tym samym ich dostępność poprzez wydzielanie do środowiska glebowego kwasu szczawiowego. Efektywność pobierania żelaza poprawiana jest poprzez wydzielanie kwasu cytrynowego, zwiększającego rozpuszczalność jonów tego pierwiastka. Przy wysokim pH gleby maleje rozpuszczalność związków glinu, dlatego gatunki zasadolubne wykazują się niską tolerancją na toksyczne dla roślin jony glinu.
Przy wysokim pH wzrasta dostępność jonów Ca2+. Jony te pełnią w komórkach roślinnych funkcję wtórnego przekaźnika sygnału, a ich nadmiar powodowałby zaburzenia w działaniu komórek. Zwiększona ilość jonów wapnia powoduje częściowe zamknięcie aparatów szparkowych. U roślin zasadolubnych jony wapnia gromadzone są w komórkach mezofilu, prawdopodobnie jako szczawian wapnia, dzięki czemu mechanizmy regulujące działanie aparatów szparkowych pozostają niezakłócone.